# Centraal Comité van de Joegoslavische Communistenbond

Embleem van de SKJ

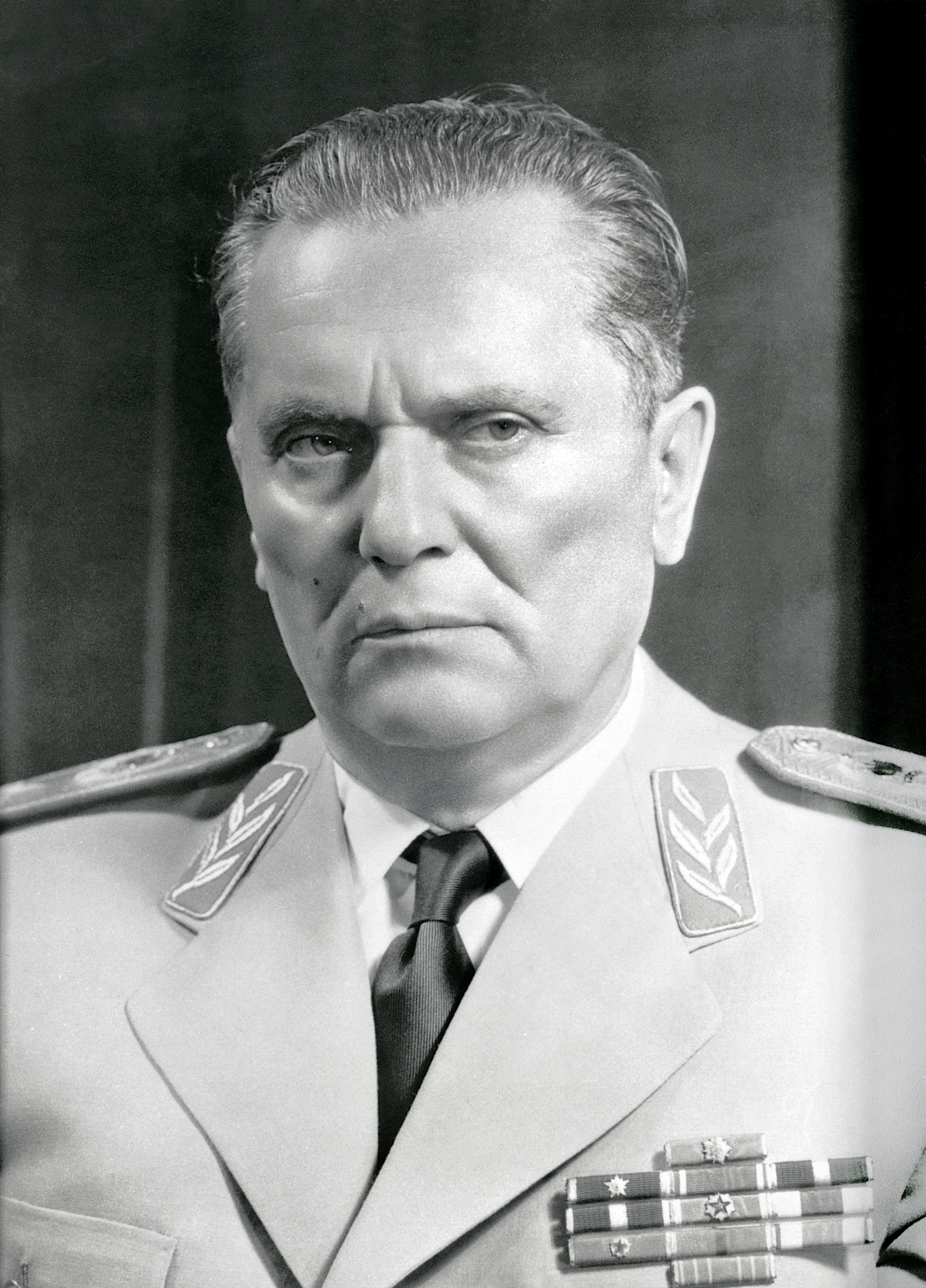
Maarschalk Tito was naast president van Joegoslavië ook voorzitter van het Centraal Comité van de SKJ

Het Centraal Comité van de Joegoslavische Communistenbond (Servo-Kroatisch: Централни комитет Савеза комуниста Југославије / Centralni komitet Saveza komunista Jugoslavije; Macedonisch: Централен комитет на Сојуз на комунистите на Југославија; Sloveens: Centralni komite Zveze komunistov Jugoslavije) was het hoogste uitvoerende orgaan (1919-1990) van de Joegoslavische Communistenbond (tot 1952 Joegoslavische Communistische Partij geheten) dat tijdens de partijcongressen werd gekozen en tussen de congressen in het beleid ten uitvoer bracht. In de praktijk was het Presidium, dat uit de leden van het Centraal Comité werd gekozen en veel kleiner van omvang was, veel machtiger omdat het Presidium belast was met het dagelijks bestuur en frequenter bijeenkwam.
Het Centraal Comité telde tussen de 100 en 170 leden en werd gekozen door leden van de congressen van communistenbonden van de deelrepublieken en door de partijorganisatie binnen het Volksleger. Men streefde bij de samenstelling van het Centraal Comité naar evenredige vertegenwoordiging. 
De voorzitter van het Presidium van het Centraal Comité van de SKJ was de machtigste persoon in Joegoslavië. Tot zijn dood in 1980 vervulde de Joegoslavische president Josip Broz Tito deze functie. Na zijn dood werd een roulerend voorzitterschap ingesteld waardoor deze functie telkens voor de duur van een jaar werd vervuld door een vertegenwoordiger van een deelrepubliek of autonome provincie die zitting had in het Presidium van de partij. 
Het Centraal Comité stelde verschillende commissies in (buitenlandse zaken, cultuur, defensie e.d.) waar dan weer leden van het CC leiding aan gaven.
Na het Centraal Comité verdween in januari 1990 toen de SKJ werd ontbonden.